# Parque estatal de las Cataratas Akaka
El parque estatal de las Cataratas Akaka (Akaka Falls State Park, en inglés) es un parque estatal de Hawái, situado a 11 millas al norte de Hilo (al final de la carretera 220) en la Isla de Hawái. Comprende la catarata de Akaka, un salto de agua de 130 metros. ‘Akaka es el nombre que se da en hawaiano a este fenómeno.
La parte del parque a la que se puede acceder queda en la parte alta del extremo derecho del desfiladero por el que discurre el salto, por lo que la catarata puede verse desde varios puntos a lo largo de un sendero sinuoso que atraviesa el parque. Desde allí es posible divisar también las cataratas Kahūnā.